# Aimé Argand
François Pierre Ami Argand (Genebra, 5 de julho de 1750 - Genebra, 14 de outubro de 1803) foi um físico e químico suíço. Inventou a lâmpada de Argand, uma grande melhoria em relação à lâmpada a óleo, que era tradicionalmente utilizada em seu tempo.

## Primeiros anos
Argand nasceu em Genebra, na Suíça, sendo o nono de dez filhos. Seu pai era um relojoeiro, que desejava que ele fosse um clérigo da Igreja Católica. No entanto, ele tinha uma aptidão mais voltada para a ciência, e posteriormente se tornou um aluno do botânico e meteorologista Horace-Bénédict de Saussure. Publicou vários artigos científicos sobre temas meteorológicos enquanto estava na França, com mais de 20 anos. Foi professor de química e desenvolveu algumas ideias para melhorar a destilação do vinho e, com o seu irmão, construíram com sucesso uma grande destilaria.

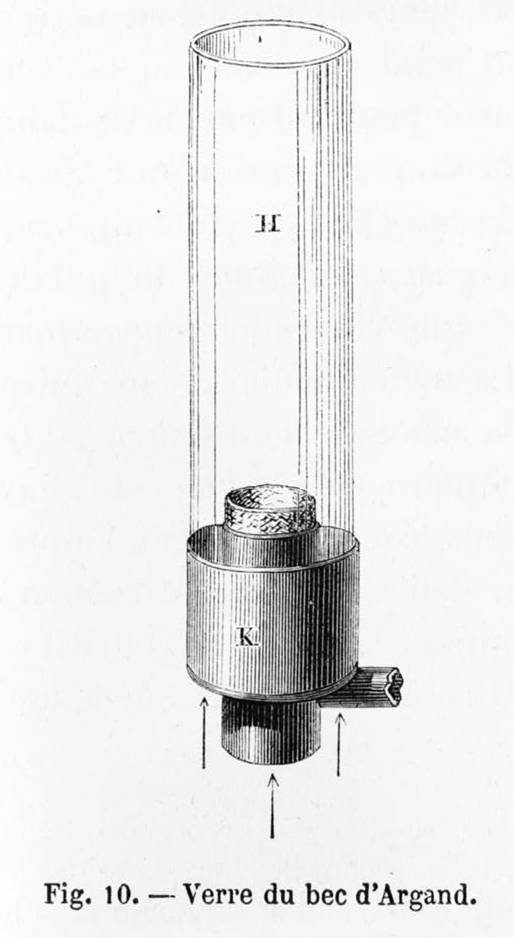
Ilustração da lâmpada de Argand. Essa ilustração aparece no livro Les meirvelles de la science (1867-1869) de Louis Figuier.

## A invenção de Argand
Durante este período, em 1780, começou a inventar melhorias para a lâmpada a óleo. A ideia básica era ter uma mecha cilíndrica da qual o ar pode fluir através e ao redor, aumentando a intensidade da luz que é emitida. Uma chaminé cilíndrica aumentada do fluxo de ar e uma série de experiências deu as proporções de operação excelente. Um mecanismo para elevar e baixar o pavio permitiu algum ajuste e uma boa otimização. A luz ficou muito mais brilhante do que uma vela (por um fator de 5 a 10), queimado de forma limpa, e era mais barato do que o uso de velas convencionais.
Em 1783, Argand conheceu Etienne Montgolfier na cidade de Paris e tornou-se intimamente envolvido com suas experiências sensacionais para elaborar um balão de ar quente. Quando ele estava lá, seu conhecido Antoine-Aroult Quinquet, a quem ele tinha mostrado um protótipo de seu início, começou a fabricar as lâmpadas com uma pequena alteração, e lutou com sucesso uma prolongada batalha legal por acusações de violações de patente.
Muitos problemas participaram do desenvolvimento bem sucedido de uma lâmpada que pode ter um sucesso comercial. Argand experimentou todos eles, em busca de compromissos práticos. A fabricação de design da lâmpada foi resolvido por uma rendeira. O tipo de vidro para usar ao lado da chama quente foi um problema finalmente resolvido. Todos os tipos disponíveis de óleo para usar foram testados, e os métodos para purificá-los para o uso foram objeto de uma série de experimentos. O óleo de baleia foi finalmente eleito, o que eventualmente criou uma nova e importante indústria. O mecanismo para a realização do pavio e para movê-lo para cima e para baixo passou por muitas variações. Mesmo a solda utilizada para fabricar o reservatório de óleo era um problema, quando se descobriu que as moles de solda nas articulações vazavam. A invenção da lâmpada não consistia, então, de apenas uma invenção, mas sim do aperfeiçoamento e desenvolvimento de um sistema completo de peças de todas trabalhando juntos.
Em outubro do mesmo ano, ele decidiu que iria fabricar sua nova invenção em Londres. Ele eventualmente formou uma parceria com William Parker e Matthew Boulton para fabricar a lâmpada. Em 1784 recebeu uma patente para o sua invenção. Argand também formou uma estreita relação com o engenheiro britânico James Watt que realizou algumas experiências sobre a eficiência de lâmpadas e aconselhou Argand em suas batalhas judiciais.
A demanda para as lâmpadas foi alta, e os parceiros tinham muitas dificuldades na primeira vez em fabricá-los, mas eles eventualmente se tornaram a fonte padrão de iluminação em casas e lojas. Muitos imitadores e corretivos fizeram novas variações, e milhares de lojas surgiram para produzi-los nas próximas décadas. Eles acabaram sendo mudadas para lâmpadas de querosene por volta de 1850.

## Anos posteriores
A invenção da lâmpada não foi, no final, muito rentável para Argand. Ele contraiu uma doença terrível e sofreu com ela por vinte anos antes de morrer, em Genebra, com 53 anos de idade.